# فرانک لیبرام
فرانک لیبرام (به آلمانی: Frank Lieberam) بازیکن فوتبال و مدافع اهل آلمان شرقی بود که از سال ۱۹۸۹ میلادی عضو تیم ملی فوتبال آلمان شرقی بوده‌است. وی در ۱ بازی ملی حضور داشته و در بازی‌های ملی‌اش گلی به ثمر نرساند. فرانک لیبرام آخرین بازی ملی خود را در سال ۱۹۸۹ میلادی انجام داد.